# Communauté de communes Entre Juine et Renarde
La  communauté de communes Entre Juine et Renarde  (CCEJR) est une structure intercommunale française située dans le département de l’Essonne et la région Île-de-France.

## Historique
La communauté de communes Entre Juine et Renarde a été créée par arrêté du préfet de l’Essonne le 27 octobre 2003 avec prise d'effet le 1er novembre 2003
, par transformation du Syndicat intercommunal d'études et de programmation du canton d’Étréchy (SIEP). 
Un nouvel arrêté du 22 décembre 2004 agrandissait la communauté aux communes de Boissy-le-Cutté et Saint-Sulpice-de-Favières.
En 2015, les communes de Boissy-sous-Saint-Yon, Lardy et Saint-Yon ne souhaitant pas participer à la fusion de la Communauté de communes de l'Arpajonnais à laquelle ils appartiennent, avec celle du Val d'Orge, demandent leur rattachement à la communauté de communes Entre Juine et Renarde. Celui-ci est effectif au 1er janvier 2016, faisant passer l'intercommunalité de 16000 à 25 000 habitants environ.

## Territoire communautaire

### Géographie
| Type d'occupation           | Pourcentage | Superficie (en hectares) |
| --------------------------- | ----------- | ------------------------ |
| Espace urbain construit     | 6,9 %       | 691,55                   |
| Espace urbain non construit | 3,6 %       | 365,29                   |
| Espace rural                | 89,5 %      | 8 974,03                 |
| Source : MOS-Iaurif 2008    |             |                          |

La communauté de communes Entre Juine et Renarde est située au centre-sud du département de l’Essonne. Son altitude varie entre cinquante-trois mètres à Bouray-sur-Juine et cent cinquante-neuf mètres à Chauffour-lès-Étréchy.

### Composition
La communauté de communes est composée des 16 communes suivantes :

| Nom                       | Code Insee | Gentilé          | Superficie (km2) | Population (dernière pop. légale) | Densité (hab./km2) |
| ------------------------- | ---------- | ---------------- | ---------------- | --------------------------------- | ------------------ |
| Étréchy (siège)           | 91226      | Strépiniacois    | 14,06            | 6 926 (2022)                      | 493                |
| Auvers-Saint-Georges      | 91038      | Auversois        | 12,99            | 1 250 (2022)                      | 96                 |
| Boissy-le-Cutté           | 91080      | Boissillons      | 4,58             | 1 343 (2022)                      | 293                |
| Boissy-sous-Saint-Yon     | 91085      | Buxéens          | 8,04             | 3 855 (2022)                      | 479                |
| Bouray-sur-Juine          | 91095      | Bouraysiens      | 7,23             | 2 077 (2022)                      | 287                |
| Chamarande                | 91132      | Chamarandais     | 5,74             | 1 104 (2022)                      | 192                |
| Chauffour-lès-Étréchy     | 91148      | Calidusiens      | 4,8              | 135 (2022)                        | 28                 |
| Janville-sur-Juine        | 91318      | Janvillois       | 10,67            | 1 997 (2022)                      | 187                |
| Lardy                     | 91330      | Larziacois       | 7,63             | 5 572 (2022)                      | 730                |
| Mauchamps                 | 91378      | Campusiens       | 3,16             | 379 (2022)                        | 120                |
| Saint-Sulpice-de-Favières | 91578      | Saint-Sulpiciens | 4,37             | 271 (2022)                        | 62                 |
| Saint-Yon                 | 91581      | Saint-Yonais     | 4,66             | 914 (2022)                        | 196                |
| Souzy-la-Briche           | 91602      | Souzéens         | 7,33             | 484 (2022)                        | 66                 |
| Torfou                    | 91619      | Torfoliens       | 3,5              | 277 (2022)                        | 79                 |
| Villeconin                | 91662      | Villeconinois    | 14,45            | 768 (2022)                        | 53                 |
| Villeneuve-sur-Auvers     | 91671      | Villeneuvois     | 7,07             | 595 (2022)                        | 84                 |

### Démographie
| 1968   | 1975   | 1982   | 1990   | 1999   | 2010   | 2015   |
| ------ | ------ | ------ | ------ | ------ | ------ | ------ |
| 11 504 | 16 001 | 18 858 | 22 234 | 24 411 | 26 634 | 27 338 |

## Politique et administration

### Siège
Le siège de l'intercommunalité est situé au 2 rue des Hêtres Pourpres a Étrechy

### Élus
L'intercommunalité  est administrée par son Conseil communautaire, composé, pour le mandat 2014-2020 et après les adhésions intervenues le 1er janvier 2016,  de 45 conseillers municipaux représentant chaque commune membre répartis sensiblement en raison de leur population, soit :
 - 10 délégués pour Étrechy ;
- 8 pour Lardy ;
- 5 pour Boissy-Saint-Yon ;
- 3 pour Janville-sur-Juine et Bouray-sur-Juine ;
- 2 pour Auvers-Saint-Georges, Boissy-le-Cutté, Chamarande, Villeconin, Saint-Yon et Villeneuve-sur-Auvers ;
- 1 délégué pour les autres communes.
Le président de l'intercommunalité élu le 12 avril 2014,  Christian Ragu, maire-adjoint d'Étréchy, a démissionné et un nouveau président,  Jean-Marc Foucher, maire de Villeconin, a été élu par le conseil communautaire du 27 octobre 2016 pour la fin de la mandature 2014-2020.
Les vice-présidents en fonction en 2024 sont : 
1. Dominique Bougraud, chargée des ressources humaines et de la solidarité, maire de Lardy
2. Julien Garcia, chargé de l'attractivité du territoire, maire d'Étrechy
3. Alexandre Touzet, chargé de la sécurité, prévention, lutte contre les violences faites aux femmes/enfants et résilience du territoire, maire de Saint-Yon
4. Aurélie Mounoury, chargée de l'egalité femmes/hommes et jeunesse, adjointe au maire de Boissy-sous-Saint-Yon
5. Stéphane Galine, chargé de la politique en matière de gestion des déchets, maire de Bourray-sur-Juine
6. Christian Gourin, chargé de la culture, maire de Souzy-la-Briche
7. Cédric Martin, chargé des bâtiments, adjoint au maire d'Étrechy
8. Lionel Vaudelin, chargé de la voirie et réseaux divers, adjoint au maire de Lardy
9. Olivier Lejeune, chargé de la communication, petite enfance, enfance et restauration, adjoint au maire de Chamarande
10. Rémi Lavenant, chargé des finances, conseiller municipal de Lardy

### Liste des présidents
| Période      | Période                  | Identité          | Étiquette | Qualité                 |
| ------------ | ------------------------ | ----------------- | --------- | ----------------------- |
| 2003         | avril 2014               | Julien Bourgeois  | UMP       | Maire d’Étréchy         |
| avril 2014   | octobre 2016             | Christian Ragu    |           | Maire-adjoint d’Étréchy |
| octobre 2016 | En cours (au 26/01/2024) | Jean-Marc Foucher | SE        | Maire de Villeconin     |

### Compétences
La communauté de communes Entre Juine et Renarde dispose des compétences obligatoires imposées par la loi, le développement économique et l’aménagement du territoire. Le conseil communautaire lui a en plus octroyé les compétences optionnelles de gestion de la voirie, de politique du logement social, de gestion et collecte des ordures ménagères, de gestion des équipements culturels et sportifs et de la compétence facultative de police municipale.

### Fiscalité et budget
La Communauté de communes est un établissement public de coopération intercommunale à fiscalité propre.
Afin de financer l'exercice de ses compétences, l'intercommunalité perçoit la fiscalité professionnelle unique (FPU) – qui a succédé à la taxe professionnelle unique (TPU) – et assure une péréquation de ressources entre les communes résidentielles et celles dotées de zones d'activité.
Elle perçoit également une dotation globale de fonctionnement bonifiée.

### Coopérations décentralisées
| La communauté de communes Entre Juine et Renarde a développé un accord de partenariat d'aide au développement avec le département et la commune urbaine de Dano au Burkina Faso depuis 2008. | \| Étréchy Dano \| |
| Étréchy Dano |                    |

## Pour approfondir